# Суйо
Суйо́ (фр. Souyeaux, окс. Sogèus) — коммуна во Франции, находится в регионе Юг — Пиренеи. Департамент — Верхние Пиренеи. Входит в состав кантона Пуйастрюк. Округ коммуны — Тарб.
Код INSEE коммуны — 65436.

## География

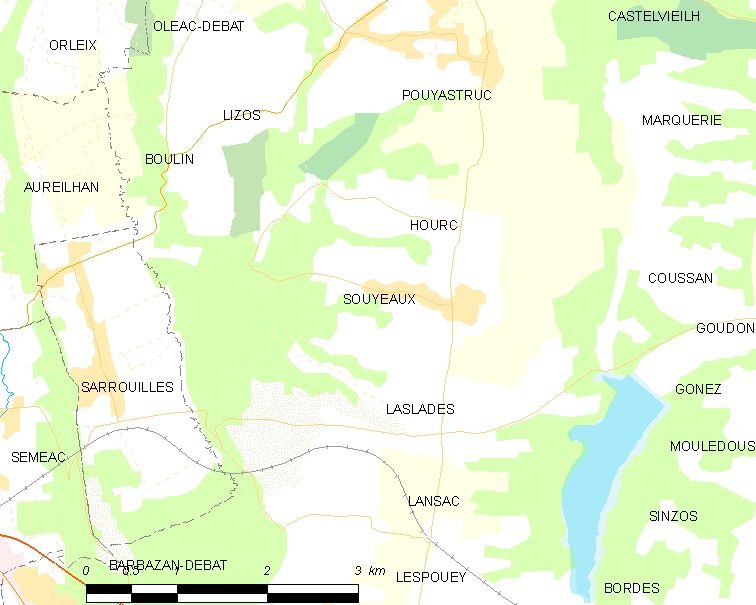
Карта коммуны

Коммуна расположена приблизительно в 650 км к югу от Парижа, в 110 км западнее Тулузы, в 9 км к востоку от Тарба.
Коммуна расположена в местности Бигорр. На западе коммуны протекает река Ус.

## Климат
Климат умеренно-океанический с солнечной тёплой погодой и обильными осадками на протяжении практически всего года.

## Население
Население коммуны на 2010 год составляло 291 человек.
| 1962 | 1968 | 1975 | 1982 | 1990 | 1999 | 2010 |
| ---- | ---- | ---- | ---- | ---- | ---- | ---- |
| 141  | 149  | 140  | 177  | 201  | 200  | 291  |

## Администрация
| Период | Период | Фамилия     | Партия | Примечания |
| ------ | ------ | ----------- | ------ | ---------- |
| 2001   | 2014   | Пьер Дюг    |        |            |
| 2014   | 2020   | Моник Ламон |        |            |

## Экономика
В 2010 году среди 179 человек трудоспособного возраста (15-64 лет) 124 были экономически активными, 55 — неактивными (показатель активности — 69,3 %, в 1999 году было 67,2 %). Из 124 активных жителей работали 118 человек (62 мужчины и 56 женщин), безработных было 6 (1 мужчина и 5 женщин). Среди 55 неактивных 24 человека были учениками или студентами, 15 — пенсионерами, 16 были неактивными по другим причинам.